# Winslow (Arizona)

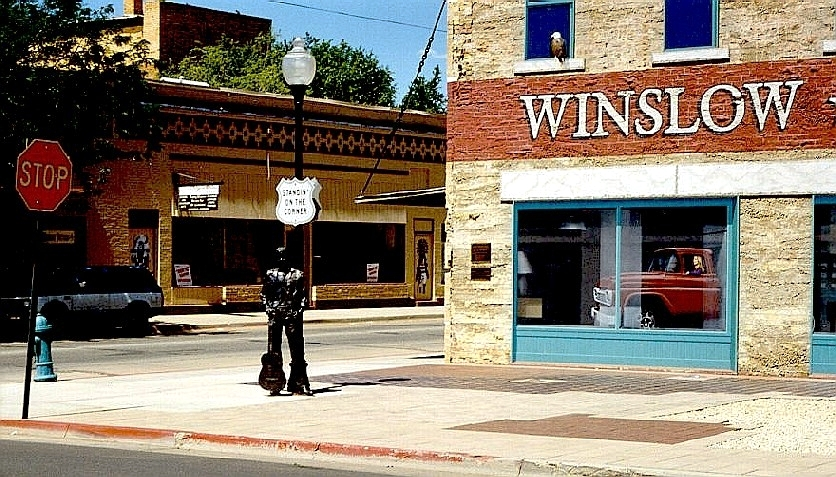
Winslow

Winslow is een plaats (city) in de Amerikaanse staat Arizona, en valt bestuurlijk gezien onder Navajo County.
De plaats ligt aan de Little Colorado.

## Demografie
Bij de volkstelling in 2000 werd het aantal inwoners vastgesteld op 9520.
In 2006 is het aantal inwoners door het United States Census Bureau geschat op 9958, een stijging van 438 (4,6%).

## Geografie
Volgens het United States Census Bureau beslaat de plaats een oppervlakte van
31,9 km², geheel bestaande uit land. Winslow ligt op ongeveer 1507 m boven zeeniveau.

## Plaatsen in de nabije omgeving
De onderstaande figuur toont nabijgelegen plaatsen in een straal van 72 km rond Winslow.

## Geboren
- Erika Alexander (19 november 1969), actrice
- Nick Hysong (9 december 1971), polsstokhoogspringer

## Trivia
Winslow wordt genoemd in een lied van de Eagles, Take It Easy. Op de hoek van W 2nd St en N Kinsley Ave is een standbeeld geplaatst dat verwijst naar een zin uit dit lied "Standing on a corner in Winslow Arizona".